# El Dorado (24kGoldn-Album)
El Dorado ist das Debütalbum des amerikanischen Rappers 24kGoldn. Es wurde am 26. März 2021 von Records, LLC veröffentlicht und von Columbia Records vertrieben. Es folgt auf sein Debütstück und Projekt Dropped Outta College, das Ende 2019 veröffentlicht wurde. Das Album enthält Gastauftritte von DaBaby, Future, Swae Lee und Iann Dior. Das Album wurde im Januar 2024 von der RIAA in den Vereinigten Staaten für den Verkauf von 1.000.000 Einheiten im Land mit Platin ausgezeichnet. Bereits im Juli 2021 erreichte es Goldstatus.

## Hintergrund
Der Titel des Albums wurde vom Sänger im September 2020 bestätigt, während die Lead-Single Mood des Albums ihren Höhepunkt erreichte. Am 15. März 2021 enthüllte er die Tracklist des Albums in einem Video. Vier Tage später kündigte er den Veröffentlichungstermin des Albums an und enthüllte das Cover-Artwork. Am selben Tag kündigte er auch eine Deluxe-Edition des Albums an, indem er auf den Kommentar eines Fans zu TikTok reagierte. Er tourt derzeit zur Unterstützung des Albums; die El Dorado Tour begann am 2. November 2021 und endet am 27. Januar 2022.

## Titelliste
| Nr.          | Titel                  | Autor(en)                                                                                  | Produzent(en)                 | Länge |
| ------------ | ---------------------- | ------------------------------------------------------------------------------------------ | ----------------------------- | ----- |
| 1.           | The Top                | Golden Von Jones; Jasper Harris; Keegan Bach; Subhaan Rahman                               | Harris; KBeazy; Haan          | 3:16  |
| 2.           | Company (feat. Future) | Jones; Nayvadius Wilburn; Nicholas Mira; Omer Fedi; Blake Slatkin                          | Mira; Fedi; Slatkin           | 3:33  |
| 3.           | Love or Lust           | Jones; Billy Walsh; Louis Bell; Fedi                                                       | Bell; Fedi                    | 2:56  |
| 4.           | Outta Pocket           | Jones; Mira; Fedi; Slatkin; Nicco Catalano                                                 | Mira; Fedi; Slatkin; Neek     | 2:27  |
| 5.           | Coco (feat. DaBaby)    | Jones; Jonathan Kirk; Fedi; Jace Jennings                                                  | 94Skrt; Fedi                  | 2:22  |
| 6.           | Butterflies            | Jones; D‘Kyla Woolen; Fedi; Bach; Slatkin; Western Weiss                                   | Fedi; KBeazy; Slatkin; Weiss  | 3:40  |
| 7.           | Breath Away            | Jones; Walsh; Carter Lang; Fedi; Bach; Slatkin                                             | Lang; Fedi; KBeazy; Slatkin   | 2:51  |
| 8.           | Yellow Lights          | Jones; Fedi; Slatkin; Jennings94Skrt; Jacob Greenspan                                      | Fedi; Slatkin; JaeGreen       | 2:26  |
| 9.           | 3, 2, 1                | Jones, Tatiauna Matthews; Donald Andrews; Mira; Kim Candilora II; Rio Leyva; Fedi; Slatkin | Internet Money; Fedi; Slatkin | 2:12  |
| 10.          | Empty (feat. Swae Lee) | Jones; Khalif Brown; Mira; Fedi; Bach; Slatkin                                             | Mira; Fedi; KBeazy; Slatkin   | 2:43  |
| 11.          | Cut It Off             | Jones; Fedi; Slatkin; Catalano                                                             | Jones; Fedi; Slatkin          | 2:35  |
| 12.          | Don‘t Sleep            | Jones; Rami Yacoub; Walsh, Ilya Salmanzadeh; Fedi                                          | Salmanzadeh; Fedi             | 3:27  |
| 13.          | Mood (feat. Iann Dior) | Jones; Michael Olmo; Bach; Fedi; Slatkin                                                   | KBeazy; Fedi; Slatkin         | 2:21  |
| Gesamtlänge: | Gesamtlänge:           | Gesamtlänge:                                                                               | Gesamtlänge:                  | 36:49 |

## Singleauskopplungen
Dem Album gingen drei Singles voraus. Die Lead-Single Mood mit Iann Dior wurde am 24. Juli 2020 veröffentlicht und war in mehreren Charts weltweit erfolgreich. Im September 2020, während der Song sowohl in den Vereinigten Staaten als auch im Vereinigten Königreich unter den Top 10 lag, kündigte 24kGoldn an, dass ein Album der Single folgen würde. Die zweite Single, Coco, mit dem amerikanischen Rapper DaBaby, wurde am 4. Dezember 2020 veröffentlicht. Die dritte Single, 3, 2, 1, wurde am 19. Februar 2021 veröffentlicht.
Nach der Veröffentlichung des Albums wurde Love or Lust am 23. April 2021 als vierte Single des Albums an das Contemporary Hit Radio in Italien geschickt. In der folgenden Woche wurde Company mit dem amerikanischen Rapper Future am 27. April 2021 als fünfte Single des Albums zum Rhythmic Contemporary Radio in den Vereinigten Staaten geschickt.

## Mitwirkende
Quelle: Tidal

### Musiker
- Omer Fedi – Gitarre (2–10, 12, 13), Bass (3, 4, 8, 9, 13), Keyboards (6, 11, 12), Programmierung (13)
- 94Skrt – Schlagzeug (5)
- Kaash Paige – Hintergrundgesang (6)
- Nick Mira – Schlagzeug (9)
- Black Slatkin – Gitarre (9, 13), Bass (13), Programmierung (13)

### Technisch
- 24kGoldn – Ausführender Produzent
- Omer Fedi – Ausführender Produzent
- Dale Becker – Mastering Engineer (1–12)
- Chris Gehringer – Mastering Engineer (13)
- Manny Marroquin – Mixing Engineer (1–11, 13)
- Robin Florent – Mixing Engineer (1–11, 13)
- Serban Ghenea – Mixing Engineer (12)
- John Hanes – Mixing Engineer (12)
- Hector Vega – Engineer (1–12)
- Fili Filizzola – Engineer (1–12)
- Connor Hedge – Engineer (1–12)
- Blake Slatkin – Engineer (13), Recording Engineer (2, 4–7, 10, 11)
- Ryan Adam Cantu – Engineer, Recording Engineer (13)
- Donn Robb – Recording Engineer (1)
- Louis Bell – Recording Engineer (3)
- 94Skrt – Recording Engineer (8)
- Ilya – Recording Engineer (12)
- Jeremie Inhaber – Assistent Engineer (1–11, 13)
- Chris Galland – Assistent Engineer (1–11, 13)

## Kommerzieller Erfolg

### Chartplatzierungen
| ChartsChartplatzierungen       | Höchstplatzierung | Wochen |
| ------------------------------ | ----------------- | ------ |
| Vereinigte Staaten (Billboard) | 22 (16 Wo.)       | 16     |

### Auszeichnungen für Musikverkäufe
| Land/Region               | Auszeichnungen für Musikverkäufe (Land/Region, Auszeichnung, Verkäufe) | Verkäufe  |
| ------------------------- | ---------------------------------------------------------------------- | --------- |
| Dänemark (IFPI)           | Gold                                                                   | 10.000    |
| Kanada (MC)               | Platin                                                                 | 80.000    |
| Neuseeland (RMNZ)         | Gold                                                                   | 7.500     |
| Polen (ZPAV)              | Gold                                                                   | 10.000    |
| Schweiz (IFPI)            | Gold                                                                   | 10.000    |
| Ungarn (MAHASZ)           | Gold                                                                   | 2.000     |
| Vereinigte Staaten (RIAA) | Platin                                                                 | 1.000.000 |
| Insgesamt                 | 5× Gold · 2× Platin ·                                                  | 1.119.500 |